# Alfredo Del Francia
Alfredo Del Francia (Roma, 7 giugno 1944 – Roma, 9 maggio 2006) è stato uno schermidore italiano.

## Biografia
Nato a Roma nel 1944, gareggiava nel fioretto.
A 24 anni partecipò ai Giochi olimpici di Città del Messico 1968, nel fioretto a squadre, insieme a Nicola Granieri, Pasquale La Ragione, Michele Maffei e Arcangelo Pinelli, passando la fase a gironi da secondo dietro alla Germania Ovest (successi per 15-1 sull'Irlanda con quattro sue vittorie individuali e con lo stesso risultato e le stesse vittorie individuali contro il Canada, ma sconfitta per 9-1 con i tedeschi occidentali, senza vittorie individuali); uscendo però ai quarti di finale contro la Romania (vincitrice per 8-7 senza la sua presenza in pedana) e perdendo anche le semifinali per il quinto posto, 9-4 con l'Ungheria con una vittoria individuale, terminando quindi settimo.
Quattro anni dopo, a 28 anni, prese di nuovo parte ai Giochi, quelli di Monaco di Baviera 1972, sempre nella sola gara di fioretto a squadre, con Nicola Granieri, Carlo Montano, Arcangelo Pinelli e Stefano Simoncelli, uscendo nella fase a gironi, battuto dalle qualificate Germania Ovest (12-4 senza la sua presenza in pedana) e Polonia, poi oro (11-5 senza vittorie individuali).
In carriera partecipò anche alle Universiadi di Torino 1970 (quarto nel fioretto a squadre) e ai Mondiali di L'Avana 1969, Ankara 1970 e Vienna 1971, piazzandosi rispettivamente nono, quarto e sesto nel fioretto a squadre. Ai Mondiali giovanili di Budapest 1964 aveva invece terminato settimo nella sciabola.
Dopo il ritiro rimase nel mondo della scherma prima come presidente di giuria, anche alle Olimpiadi, da Mosca 1980 a Seul 1988, e poi come amministratore e dirigente. Tra gli altri incarichi, dal 2000 al 2002 fu segretario della Federazione Italiana Cronometristi.
Morì nel 2006, a 61 anni, dopo una lunga malattia.